# Genealoški DNK test
Genealoški DNK test analizira genetički kod osobe na specifičnim lokacijama. Rezultati sadrže informacije o genealogiji ili precima ličnosti. Generalno, ti testovi porede rezultate jedne osobe sa drugima iz istog roda, ili sadašnje grupe sa istorijkim etničkim grupama. Rezultati testa nisu namenjeni medicinskoj upotrebi. Oni ne određuju specifičnu genetičku bolest i poremećaj. Njihova namena je ograničena na pružanje genealoške informacije.

## Literatura
- Anne Hart, Anne Hart M a (2004). How to Interpret Family History and Ancestry DNA Test Results for Beginners. iUniverse. ISBN 978-0-595-31684-7.
- Megan Smolenyak, Ann Turner (2004). Trace your roots with DNA: using genetic tests to explore your family tree. Rodale. ISBN 978-1-59486-006-5.
- Chris Pomery, Steve Jones (2004). DNA and family history: how genetic testing can advance your genealogical research. Dundurn Press Ltd. ISBN 978-1-55002-536-1.

## Spoljašnje veze
- Y-DNK STR testovi
- Y-DNK SNP testovi
- testovi